# St. Albert (Freimann)

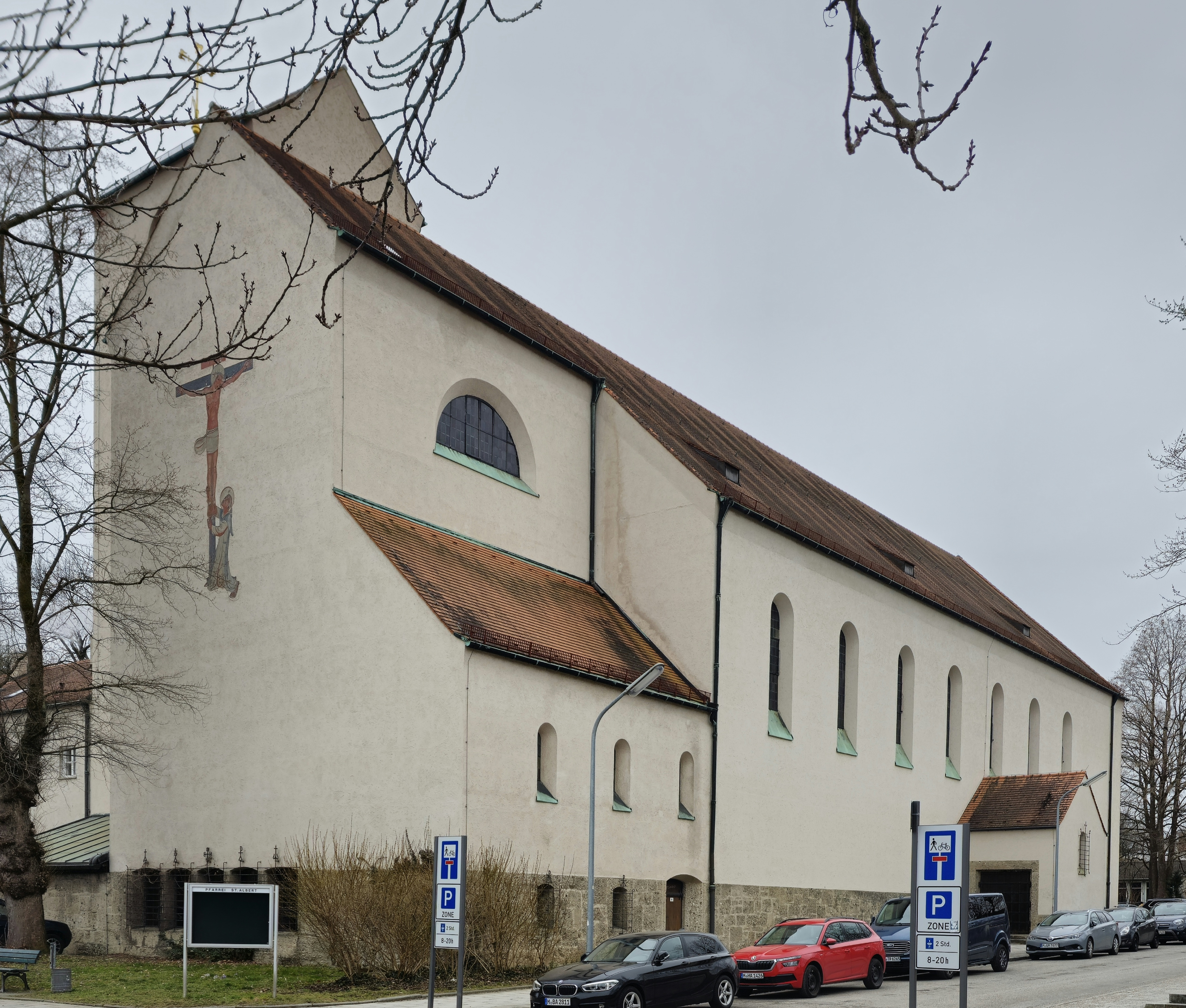
St. Albert

Interieur

Die römisch-katholische Kirche St. Albert in der Situlistraße 83 im Münchner Stadtteil Freimann im Stadtbezirk Schwabing-Freimann wurde nach Plänen des Architekten Georg Buchner als Pfarr- und Ordenskirche errichtet. Der erste Spatenstich fand 1932 statt, am 16. Juli 1933 wurde die Kirche von Kardinal Faulhaber geweiht. Die Kirche besitzt das Patrozinium des heiligen Albertus Magnus (Gedenktag: 15. November).

## Architektur
Der Kirchenraum ist 12 m hoch, hat eine Länge von 48 m und eine Breite von 16 m. Der Turm in der Südostecke mit einem schlichten Satteldach hat eine Höhe von 25 m. Im Turm befindet sich die Sakristei. Darüber befindet sich die Hauskapelle des Klosters. In der Glockenstube hängen vier Stahlgussglocken aus dem Jahr 1933 mit Schlagtonfolge g0 – b0 – c1 – es1, die nicht nur das schwerste Gußstahlgeläute der Stadt München, sondern auch gleichzeitig das tontiefste Gußstahl-Ensemble Bayerns darstellen.

## Außenfassaden
An der Westwand der Außenfassade oberhalb des Haupteingangs befindet sich eine Steinplastik von Hans Panzer, die den segnenden Christus mit zwei Engeln darstellt.
An der Ostwand der Außenfassade ist ein Zement-Sgraffito von Louis Gruber zu finden.

## Ausstattung
Die Ausgestaltung des Innenraumes mit Fresken stammt von Albert Figel und Josef Maria Beckert. Über dem Altar zeigt ein Fresko Jesus Christus am Kreuz mit dem heiligen Albert zu seiner Rechten und Maria und Johannes zur Linken. Maria Magdalena kniet am Fuße des Kreuzes, mit ihr knien rechts Katharina von Siena und die selige Imelda, links knien der heilige Thomas von Aquin und Dominikus.
Auf der linken Chorseite über der Taufkapelle zeigen die Fresken die vier Evangelisten. Von Albert Figel stammen auch der Josephsaltar und das Triptychon der schmerzhaften Muttergottes.
In der Nische links vom Haupteingang wird in der Weihnachtszeit eine Krippe mit lebensgroßen Figuren aus den späten 1940er Jahren aufgebaut. Die Figuren tragen oberbayerische Originaltrachten.

### Orgel

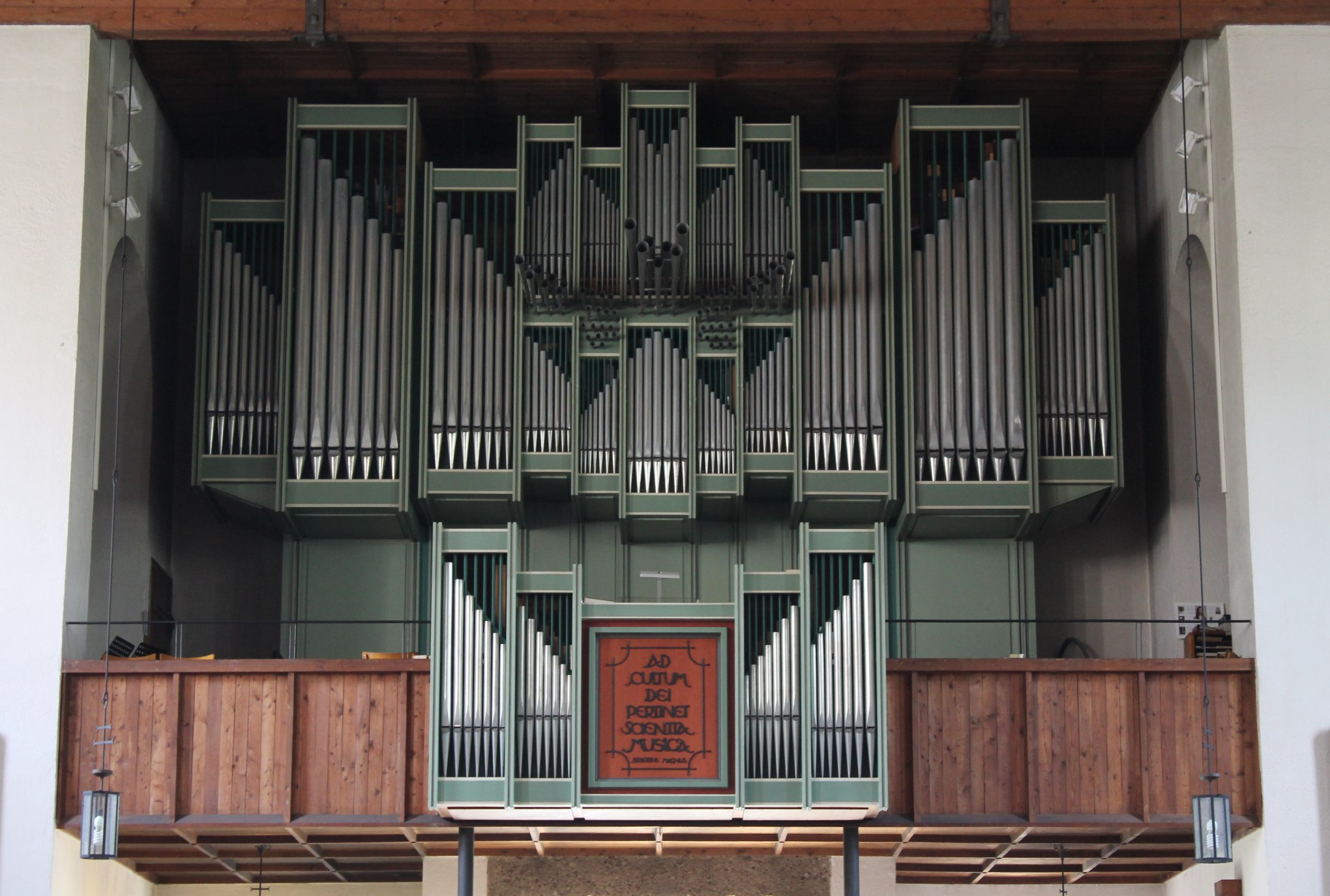
Die Orgel

Die Orgel mit 40 Registern auf drei Manualen und Pedal wurde 1974 von Gebr. Späth Orgelbau gebaut und 2017 mit einem neuen Spieltisch versehen und leicht umdisponiert. Sie ersetzt ein elektropneumatisches Werk der Firma Glatzl, welches lediglich als Teilbau ausgeführt wurde und nur ein Manual besaß. Die Disposition lautet:
| I Rückpositiv   |       |
| Holzgedackt     | 8′    |
| Prinzipal       | 4′    |
| Rohrflöte       | 4′    |
| Schweizerpfeife | 2′    |
| Spitzquinte     | 1 ⁄3′ |
| Sesquialter II  |       |
| Scharff IV      | 1′    |
| Holzkrummhorn   | 8′    |
| Tremulant       |       |

| II Hauptwerk    |       |
| Quintade        | 16′   |
| Prinzipal       | 8′    |
| Hohlflöte       | 8′    |
| Rohrpommer      | 8′    |
| Oktave          | 4′    |
| Spitzgambe      | 4′    |
| Waldflöte       | 2′    |
| Rauschpfeife II |       |
| Mixtur V-VI     | 1 ⁄3′ |
| Trompete        | 8′    |

| III Schwellwerk |        |
| Holzprinzipal   | 8′     |
| Koppelflöte     | 4′     |
| Gemsnasat       | 2 ⁄3′  |
| Prinzipal       | 2′     |
| Terzflöte       | 1 3⁄5′ |
| Zimbel III      | 1⁄4′   |
| Bassonregal     | 16′    |
| Hautbois        | 8′     |
| Tremulant       |        |

| III Chamadewerk |       |
| Prestant        | 4′    |
| Fourniture VI   | 2 ⁄3′ |
| Chamade         | 8′    |

| Pedal        |            |
| Prinzipal    | 16′        |
| Subbaß       | 16′        |
| Oktavbaß     | 8′         |
| Gemsbaß      | 8′         |
| Rohrschelle  | 4′         |
| Dolkan       | 2′         |
| Choralbaß    | 4′ + 1 ⁄3′ |
| Posaune      | 16′        |
| Holztrompete | 8'         |
| Schalmey     | 4'         |
| Tremulant    |            |

- Koppeln:  III/II, III/I, I/II, III/P, II/P, I/P
- Spielhilfen:  Setzeranlage (2017), frei einstellbare Walze
- Bemerkungen: Schleifladen, mechanische Spiel-, elektropneumatische Registertraktur